# American Hockey League
La American Hockey League, nota anche con l'acronimo AHL, è una lega professionistica di hockey su ghiaccio costituita nel 1936 che opera negli Stati Uniti e in Canada, nota soprattutto per essere la lega di sviluppo della National Hockey League (NHL). A partire dalla stagione 2010-11 ogni formazione della lega ha stipulato un accordo di partnership con una franchigia della NHL, mentre quasi tutte le squadre AHL hanno un rapporto simile con le formazioni della ECHL. In passato non tutte le formazioni della NHL avevano un accordo con una squadra affiliata in AHL, ed erano pertanto costrette a prestare i propri giocatori alle squadre affiliate ad altre franchigie NHL. Ventisei delle trentadue squadre della AHL hanno sede negli Stati Uniti, mentre le sei squadre rimanenti si trovano in Canada. La sede della AHL si trova a Springfield, nel Massachusetts, e il presidente è David Andrews.
Ogni anno alla squadra vincitrice dei playoff viene assegnato il trofeo della Calder Cup, intitolato così in onore di Frank Calder, primo presidente della NHL dal 1917 al 1943. I campioni in carica sono i Lake Erie Monsters.

## Storia

### Leghe precedenti
La AHL trae le proprie origini da due leghe professionistiche sorte nel primo Novecento: la Canadian-American Hockey League (nota come "Can-Am" League), fondata nel 1926, e la prima International Hockey League, fondata nel 1929. Sebbene la Can-Am League non avesse mai avuto più di sei squadre, al termine della stagione 1935-36 le partecipanti scesero a sole quattro città: Springfield, Filadelfia, Providence e New Haven. Allo stesso tempo anche l'allora rivale International Hockey League perse metà delle formazioni iscritte dopo il campionato 1935-36, rimanendo con quattro squadre: Buffalo, Syracuse, Pittsburgh e Cleveland.

### International-American Hockey League
Essendo entrambe le leghe in difficoltà nel raccogliere il numero minimo di squadre per poter svolgere i rispettivi tornei, i dirigenti delle due organizzazioni decisero di unire le forze per garantire l'esistenza delle squadre e dei campionati. A questo scopo scelsero di disputare un torneo comune fra le squadre dei due campionati. Unite sotto il nome di International-American Hockey League le otto formazioni sopravvissute iniziarono ad affrontarsi a partire dal novembre 1936; le quattro squadre della Can-Am costituirono la East Division della I-AHL, mentre quelle della IHL ne costituirono la West Division. Dalla vecchia IHL fu ereditata anche la vecchia coppa, il F. G. "Teddy" Oke Trophy, assegnata alla squadra vincitrice al termine della stagione regolare della West Division della I-AHL fino al 1952.
Poco più di un mese dopo l'inizio della stagione inaugurale sorse il primo vero problema per la nuova lega; nella West Division i Buffalo Bisons furono costretti il 6 dicembre 1936 a cessare tutte le attività, dopo aver disputato solo 11 partite, a causa di problemi economici insormontabili e per la mancanza di un palazzetto adeguato. Infatti l'arena dei Bisons, la Peace Bridge Arena, subì un crollo durante la stagione precedente. La nuova I-AHL fu pertanto costretta a continuare la stagione, così come quella successiva, con sole sette squadre partecipanti.
Alla conclusione della stagione regolare del campionato 1936-37 fu adottato un nuovo formato dei playoff con tre round e fu creato un nuovo trofeo per la squadra vincitrice chiamato Calder Cup. I Syracuse Stars sconfissero i Philadelphia Ramblers nella serie conclusiva, vinta per 3-1, aggiudicandosi così la prima edizione della Calder Cup. Da allora la Calder Cup continua ad essere assegnata alla squadra vincitrice dei playoff della AHL.

### Consolidamento della I-AHL

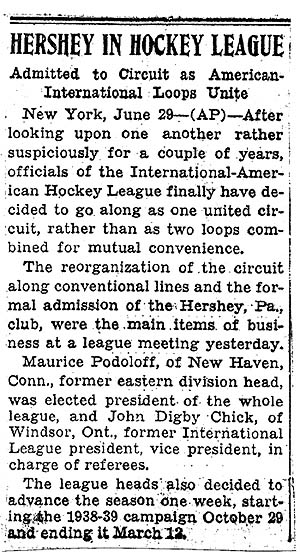
Annuncio dell'iscrizione degli Hershey Bears.

Dopo due stagioni interlocutorie i commissari di entrambe le leghe si incontrarono a New York il 28 giugno 1938 e si accordarono sull'esigenza di fondere le due leghe sotto un'unica denominazione. Maurice Podoloff, già presidente della Can-Am League, fu eletto primo presidente della I-AHL, mentre l'ex-presidente della IHL John Chick fu scelto come vicepresidente.
La nuova I-AHL riuscì a trovare un'ottava franchigia, assente da due anni dopo il ritiro improvviso dei Buffalo Bisons, iscrivendo i campioni in carica della EAHL degli Hershey Bears. Dopo oltre settanta anni la franchigia di Hershey rimane l'unica delle otto squadre originali della I-AHL/AHL ancora in attività. Con l'inizio della stagione 1938-39, grazie all'iscrizione dell'ottava formazione, il calendario della stagione regolare passò da 48 a 54 partite giocate.

### Crisi, rinascita ed espansione
Al termine della stagione 1939-40 la I-AHL assunse la nuova denominazione di American Hockey League. Nel corso dei primi tre decenni della propria storia la lega godette di un buon successo a livello sportivo e di una relativa stabilità finanziaria. Tuttavia a cavallo fra gli anni sessanta e l'inizio degli anni settanta i costi nel mondo dell'hockey su ghiaccio professionistico iniziarono ad aumentare sensibilmente, soprattutto dopo l'espansione della National Hockey League da sei a dodici franchigie, processo che portò alla creazione di nuove squadre in città come Pittsburgh, Cleveland e Buffalo, dove la AHL fu costretta a trasferire o a chiudere le proprie formazioni già esistenti. Altra forte minaccia per la stabilità della AHL fu la creazione della World Hockey Association, lega professionistica con dodici franchigie. In soli sette anni il numero delle franchigie professionistiche di hockey su ghiaccio crebbe da sole sei squadre fino a trenta. L'aumento della concorrenza e del livello dei giocatori nelle varie leghe portò anche a un drammatico incremento del monte salari.
Per cercare di contenere le spese molte franchigie della NHL scelsero di ridurre il numero di giocatori sotto contratto nelle leghe di sviluppo affiliate alla prima squadra. Come prima conseguenza, in un periodo di soli tre anni fra il 1974 ed il 1977, il numero delle squadre in AHL precipitò da dodici a sole sei squadre, dimezzando così la lega. A rendere ancor più complicata la situazione della AHL nel corso della stagione 1977-78 giunse la notizia ufficiale che i Providence Reds, ultima squadra ancora in attività ininterrottamente dalla stagione 1936-37, avrebbe cessato le proprie attività sportive.
Qualora non si fosse invertito tale trend entro pochi anni la AHL avrebbe potuto correre il rischio di fallire, tuttavia alcuni eventi nell'autunno del 1977 risollevarono le sorti della lega. Per prima cosa la franchigia NHL dei Philadelphia Flyers decise di riformare una squadra affiliata in AHL, mentre il secondo avvenimento fu il crollo improvviso della North American Hockey League poche settimane prima dell'avvio della stagione 1977-78.
I Flyers ritornarono in AHL con la nuova franchigia dei Maine Mariners, la quale aprì per la prima volta il mercato della AHL nella città di Portland, nel Maine e che fu in grado di conquistare per due anni consecutivi il primo posto al termine della stagione regolare ed il titolo della Calder Cup. Dopo lo scioglimento della NAHL due città si dimostrarono interessate a prendere parte alla AHL con una franchigia ciascuna, ovvero Filadelfia e Binghamton. Binghamton ne approfittò per rilevare e trasferire i Providence Reds trasformandoli in Binghamton Dusters, mentre dall'altra parte si unirono alla lega i Philadelphia Firebirds. I Dusters e i Firebirds, insieme agli Hampton Gulls (provenienti dalla Southern Hockey League), riportarono il numero delle squadre iscritte in AHL nella stagione 1977-78 a nove. Dopo la breve esperienza di Hampton, durata meno di un anno, si aggiunsero la stagione successiva i New Brunswick Hawks, riportando la AHL in Canada dopo l'esperienza dei Quebec Aces dal 1959 al 1971. La lega continuò a crescere costantemente fino ad arrivare a quota venti squadre nella stagione 2000-01.

### Dopo il 2000

Logo alternativo della AHL.

Nella stagione 2001-02 il numero delle franchigie in AHL raggiunse quota 27, sei delle quali provenienti da città che erano state in passato sede di formazioni della International Hockey League, lega professionistica sciolta per motivi finanziari dopo 56 stagioni ininterrotte di attività. I centri interessati furono Milwaukee, Chicago, Houston, Salt Lake City (con il nome Utah), Winnipeg (con il nome Manitoba) e Grand Rapids. Gli Utah Grizzlies chiusero le attività dopo la stagione 2004-05 (la franchigia fu venduta nel 2006 e si trasferì a Cleveland nel 2007 con il nome di Lake Erie Monsters). Dopo essere passate dalla IHL alla AHL i Chicago Wolves (2002, 2008), gli Houston Aeros (2003) e i Milwaukee Admirals (2004) riuscirono ad imporsi anche nella Calder Cup. I Manitoba Moose si trasferirono a St. John's nel 2011 diventando St. John's IceCaps, dopo che la squadra della NHL degli Atlanta Thrashers si trasferì a Winnipeg ricreando la franchigia dei Winnipeg Jets. L'aggiunta delle formazioni della IHL portò ad un caso di omonimia fra due diverse formazioni, i Milwaukee Admirals e i Norfolk Admirals.
Nel gennaio del 2015 la AHL annunciò la volontà di sbarcare per la prima volta in California trasferendovi cinque nuove franchigie a partire dalla stagione 2015-2016. Questa manovra fu dovuta alla maggiore vicinanza delle franchigie NHL nei confronti dei loro farm team e al successo raccolto con gli anni a livello di pubblico e interesse verso l'hockey. Quello stesso anno furono riallineate le squadre con l'abolizione di due delle sei division esistenti sul modello NHL, ma a differenza della lega maggiore le due Conference mantennero entrambe 15 squadre al loro interno.

## Squadre

### Formazioni 2022-2023
| Division           | Squadra                  | Città              | Arena                                   | In AHL dal         | Affiliata NHL         |
| Eastern Conference | Eastern Conference       | Eastern Conference | Eastern Conference                      | Eastern Conference | Eastern Conference    |
| ------------------ | ------------------------ | ------------------ | --------------------------------------- | ------------------ | --------------------- |
| Atlantic           | Bridgeport S. Tigers     | Bridgeport, CT     | Webster Bank Arena                      | 1985-1986          | New York Islanders    |
| Atlantic           | Charlotte Checkers       | Charlotte, NC      | Bojangles' Coliseum                     | 2010-2011          | Carolina Hurricanes   |
| Atlantic           | Hartford Wolf Pack       | Hartford, CT       | XL Center                               | 1997-1998          | New York Rangers      |
| Atlantic           | Hershey Bears            | Hershey, PA        | Giant Center                            | 1936-1937          | Washington Capitals   |
| Atlantic           | Lehigh Valley Phantoms   | Allentown, PA      | PPL Center                              | 2001-2002          | Philadelphia Flyers   |
| Atlantic           | Providence Bruins        | Providence, RI     | Dunkin' Donuts Center                   | 2011-2012          | Boston Bruins         |
| Atlantic           | Springfield Thunderbirds | Springfield, MA    | MassMutual Center                       | 2016-2017          | Florida Panthers      |
| Atlantic           | WBS Penguins             | Wilkes-Barre, PA   | Mohegan Sun Arena at Casey Plaza        | 1999-2000          | Pittsburgh Penguins   |
| North              | Belleville Senators      | Belleville, ON     | Yardmen Arena                           | 2017-2018          | Ottawa Senators       |
| North              | Binghamton Devils        | Binghamton, NY     | Floyd L. Maines Veterans Memorial Arena | 2017-2018          | New Jersey Devils     |
| North              | Cleveland Monsters       | Cleveland, OH      | Quicken Loans Arena                     | 2007-2008          | Columbus Blue Jackets |
| North              | Laval Rocket             | Laval, QC          | Place Bell                              | 2017-2018          | Montreal Canadiens    |
| North              | Rochester Americans      | Rochester, NY      | Blue Cross Arena                        | 1956-1957          | Buffalo Sabres        |
| North              | Syracuse Crunch          | Syracuse, NY       | Oncenter War Memorial Arena             | 1994-1995          | Tampa Bay Lightning   |
| North              | Toronto Marlies          | Toronto, ON        | Coca-Cola Coliseum                      | 2005-2006          | Toronto Maple Leafs   |
| North              | Utica Comets             | Rochester, NY      | Utica Memorial Auditorium               | 2013-2014          | Vancouver Canucks     |
| Western Conference |                          |                    |                                         |                    |                       |
| Central            | Chicago Wolves           | Rosemont, IL       | Allstate Arena                          | 2001-2002          | Vegas Golden Knights  |
| Central            | G. Rapids Griffins       | Grand Rapids, MI   | Van Andel Arena                         | 2001-2002          | Detroit Red Wings     |
| Central            | Iowa Wild                | Des Moines, IA     | Wells Fargo Arena                       | 2013-2014          | Minnesota Wild        |
| Central            | Manitoba Moose           | Winnipeg, MB       | Bell MTS Place                          | 1996-1997          | Winnipeg Jets         |
| Central            | Milwaukee Admirals       | Milwaukee, WI      | UW–Milwaukee Panther Arena              | 2001-2002          | Nashville Predators   |
| Central            | Rockford IceHogs         | Rockford, IL       | BMO Harris Bank Center                  | 2007-2008          | Chicago Blackhawks    |
| Central            | S. Antonio Rampage       | San Antonio, TX    | AT&T Center                             | 2002-2003          | St. Louis Blues       |
| Central            | Texas Stars              | Cedar Park, TX     | H-E-B Center at Cedar Park              | 2009-2010          | Dallas Stars          |
| Pacific            | Bakersfield Condors      | Bakersfield, CA    | Rabobank Arena                          | 2015-2016          | Edmonton Oilers       |
| Pacific            | Colorado Eagles          | Loveland, CO       | Budweiser Events Center                 | 2018-2019          | Colorado Avalanche    |
| Pacific            | Ontario Reign            | Ontario, CA        | Citizens Business Bank Arena            | 2015-2016          | Los Angeles Kings     |
| Pacific            | San Diego Gulls          | San Diego, CA      | Valley View Casino Center               | 2015-2016          | Anaheim Ducks         |
| Pacific            | San Jose Barracuda       | San Jose, CA       | SAP Center at San Jose                  | 2015-2016          | San Jose Sharks       |
| Pacific            | Stockton Heat            | Stockton, CA       | Stockton Arena                          | 2015-2016          | Calgary Flames        |
| Pacific            | Tucson Roadrunners       | Tucson, AZ         | Tucson Convention Center                | 2016-2017          | Arizona Coyotes       |

### Elenco completo delle squadre
- Buffalo Bisons (1936; sciolti)
- Cleveland Falcons (1936-1937; rinominati Cleveland Barons)
- New Haven Eagles (1936-1943; sospesi per la guerra, ritornati nel 1945)
- Philadelphia Ramblers (1936-1941, rinominati Philadelphia Rockets)
- Pittsburgh Hornets (1936-1956; ritornati nel 1961)
- Providence Reds (1936-1976; rinominati Rhode Island Reds)
- Springfield Indians (1936-1942; sospesi per la guerra, ritornati nel 1946)
- Syracuse Stars (1936-1940; divenuti Buffalo Bisons)
- Cleveland Barons (1937-1973; divenuti Jacksonville Barons)
- Hershey Bears (1938- )
- Indianapolis Capitals (1939-1952; sciolti)
- Buffalo Bisons (1940-1970; sciolti)
- Philadelphia Rockets (1941-1942) sciolti
- Washington Lions (1941-1943; sciolti)
- St. Louis Flyers (1944-1953; sciolti)
- New Haven Eagles (1945-1946, rinominati New Haven Ramblers)
- Springfield Indians (1946-1951; divenuti Syracuse Warriors)
- Philadelphia Rockets (1946-1949; sciolti)
- New Haven Ramblers (1946-1950, rinominati New Haven Eagles)
- Washington Lions (1947-1949; divenuti Cincinnati Mohawks)
- Cincinnati Mohawks (1949-1952; trasferiti in IHL)
- New Haven Eagles (1950-1951, sciolti)
- Syracuse Warriors (1951-1954; divenuti Springfield Indians)
- Springfield Indians (1954-1967; rinominati Springfield Kings)
- Rochester Americans (1956- )
- Quebec Aces (1959-1971; divenuti Richmond Robins)
- Pittsburgh Hornets (1961-1967; sciolti)
- Baltimore Clippers (1962-1976; sciolti)
- Springfield Kings (1967-1974; rinominati Springfield Indians)
- Montreal Voyageurs (1969-1971; divenuti Nova Scotia Voyageurs)
- Nova Scotia Voyageurs (1971-1984; divenuti Sherbrooke Canadiens)
- Boston Braves (1971-1974; sospesi, divenuti Moncton Hawks)
- Cincinnati Swords (1971-1974; sciolti)
- Richmond Robins (1971-1976; sciolti)
- Tidewater Wings (1971-1972; sede a Norfolk; rinominati Virginia Wings)
- Virginia Wings (1972-1975; sede a Norfolk; divenuti Adirondack Red Wings)
- Jacksonville Barons (1973-1974; sciolti)
- New Haven Nighthawks (1972-1992; divenuti New Haven Senators)
- Springfield Indians (1974-1994; divenuti Worcester Ice Cats)
- Syracuse Eagles (1974-1975; sciolti)
- Rhode Island Reds (1976-1977; divenuti Binghamton Dusters)
- Hampton Gulls (1977-1978; sciolti)
- Binghamton Dusters (1977-1980; rinominati Binghamton Whalers)
- Maine Mariners (1977-1992; divenuti Providence Bruins)
- Philadelphia Firebirds (1977-1979; divenuti Syracuse Firebirds)
- New Brunswick Hawks (1978-1982; divenuti St. Catharines Saints)
- Adirondack Red Wings (1979-1999; sciolti)
- Syracuse Firebirds (1979-1980; sciolti)
- Binghamton Whalers (1980-1990; rinominati Binghamton Rangers)
- Erie Blades (1981-1982; fusi con i Baltimore Skipjacks)
- Fredericton Express (1981-1988; divenuti Halifax Citadels)
- Baltimore Skipjacks (1982-1993; divenuti Portland Pirates)
- Moncton Alpines (1982-1984; rinominati Moncton Golden Flames)
- Sherbrooke Jets (1982-1984; sciolti)
- St. Catharines Saints (1982-1986; divenuti Newmarket Saints)
- Nova Scotia Oilers (1984-1988; divenuti Cape Breton Oilers)
- Sherbrooke Canadiens (1984-1990; divenuti Fredericton Canadiens)
- Moncton Golden Flames (1984-1987; sciolti)
- Newmarket Saints (1986-1991; divenuti St. John's Maple Leafs)
- Moncton Hawks (1987-1994; sciolti)
- Utica Devils (1987-1993; divenuti Saint John Flames)
- Cape Breton Oilers (1988-1996; divenuti Hamilton Bulldogs)
- Halifax Citadels (1988-1993; divenuti Cornwall Aces)
- Binghamton Rangers (1990-1997; divenuti Hartford Wolf Pack)
- Capital District Islanders (1990-1993; divenuti Albany River Rats)
- Fredericton Canadiens (1990-1999; divenuti Quebec Citadelles)
- St. John's Maple Leafs (1991-2005; divenuti Toronto Marlies)
- Hamilton Canucks (1992-1994; divenuti Syracuse Crunch)
- Providence Bruins (1992- )
- New Haven Senators (1992-1993; divenuti Prince Edward Island Senators)

- Albany River Rats (1993-2010; divenuti Charlotte Checkers)
- Portland Pirates (1993-2016; divenuti Springfield Thunderbirds)
- Prince Edward Island Senators (1993-1996; divenuti Binghamton Senators)
- Saint John Flames (1993-2003; divenuti Omaha Ak-Sar-Ben Knights)
- Cornwall Aces (1993-1996; divenuti Wilkes-Barre/Scranton Penguins)
- Springfield Falcons (1994-2016; divenuti Tucson Roadrunners)
- Syracuse Crunch (1994- )
- Worcester IceCats (1994-2005; divenuti Peoria Rivermen)
- Baltimore Bandits (1995-1997; divenuti Cincinnati Mighty Ducks)
- Carolina Monarchs (1995-1997; divenuti Beast of New Haven)
- Philadelphia Phantoms (1996-2009; divenuti Adirondack Phantoms)
- Hamilton Bulldogs (1996-2015; fusione Quebec Citadelles 2002-03; scissione Toronto Roadrunners 2003-04; divenuti St. John's IceCaps)
- Kentucky Thoroughblades (1996-2001; divenuti Cleveland Barons)
- Cincinnati Mighty Ducks (1997-2005; divenuti Rockford IceHogs)
- Beast of New Haven (1997-1999; sciolti)
- Hartford Wolf Pack (1997-2010; divenuti Connecticut Whale; 2013-)
- Lowell Lock Monsters (1998-2006; divenuti Lowell Devils)
- Wilkes-Barre/Scranton Penguins (1999- )
- Louisville Panthers (1999-2001; divenuti Iowa Stars)
- Quebec Citadelles (1999-2002; fusi con Hamilton Bulldogs)
- Norfolk Admirals (2000-2015; divenuti San Diego Gulls)
- Bridgeport Sound Tigers (2001- )
- Chicago Wolves (2001- )
- Grand Rapids Griffins (2001- )
- Houston Aeros (2001-2013; divenuti Iowa Wild)
- Manchester Monarchs (2001-2015; divenuti Ontario Reign)
- Milwaukee Admirals (2001- )
- Cleveland Barons (2001-2006; divenuti Worcester Sharks)
- Manitoba Moose (2001-2011; divenuti St. John's IceCaps; 2015-)
- Utah Grizzlies (2001-2005; divenuti Lake Erie Monsters)
- Binghamton Senators (2002-2017; divenuti Belleville Senators)
- San Antonio Rampage (2002- )
- Toronto Roadrunners (2003-2004; divenuti Edmonton Road Runners)
- Edmonton Road Runners (2004-2005; inattivi 2005-2010, divenuti Oklahoma City Barons)
- Iowa Stars (2005-2008; divenuti Iowa Chops)
- Omaha Ak-Sar-Ben Knights (2005-2007; divenuti Quad City Flames)
- Peoria Rivermen (2005-2013; divenuti Utica Comets)
- Toronto Marlies (2005- )
- Lowell Devils (2006-2010; divenuti Albany Devils)
- Worcester Sharks (2006-2015; divenuti San Jose Barracuda)
- Lake Erie Monsters (2007-2016; rinominati Cleveland Monsters)
- Quad City Flames (2007-2009; divenuti Abbotsford Heat)
- Rockford IceHogs (2007- )
- Iowa Chops (2008-2009; inattivi, divenuti Texas Stars)
- Adirondack Phantoms (2009-2014; divenuti Lehigh Valley Phantoms)
- Texas Stars (2009- ; Iowa Chops riattivati nel 2010)
- Abbotsford Heat (2009-2014; divenuti Adirondack Flames)
- Albany Devils (2010-2017; divenuti Binghamton Devils)
- Charlotte Checkers (2010- )
- Oklahoma City Barons (2010-2015; divenuti Bakersfield Condors)
- Connecticut Whale (2010-2013; rinominati Hartford Wolf Pack)
- St. John's IceCaps (2011-2015; divenuti Manitoba Moose; 2015-2017, divenuti Laval Rocket)
- Iowa Wild (2013- )
- Utica Comets (2013-)
- Adirondack Flames (2014-2015; divenuti Stockton Heat)
- Lehigh Valley Phantoms (2014-)
- Bakersfield Condors (2015-)
- Ontario Reign (2015-)
- San Diego Gulls (2015-)
- San Jose Barracuda (2015-)
- Stockton Heat (2015-)
- Springfield Thunderbirds (2016-)
- Tucson Roadrunners (2016-)
- Cleveland Monsters (2016- )
- Belleville Senators (2017- )
- Binghamton Devils (2017- )
- Laval Rocket (2017- )
- Colorado Eagles (2018- )

## AHL Hall of Fame
Il 6 gennaio 2006 la AHL annunciò ufficialmente l'istituzione della AHL Hall of Fame:
- Johnny Bower, portiere, 2006
- Jack Butterfield, dirigente, 2006
- Jody Gage, ala destra, 2006
- Fred Glover, centro, 2006
- Willie Marshall, centro, 2006
- Frank Mathers, difensore, 2006
- Eddie Shore, difensore e dirigente, 2006
- Bun Cook, allenatore, 2007
- Dick Gamble, ala sinistra, 2007
- Gilles Mayer, portiere, 2007
- Mike Nykoluk, centro, 2007
- Steve Kraftcheck, difensore, 2008
- Noel Price, difensore, 2008
- Tim Tookey, centro, 2008
- Jim Anderson, attaccante, 2009
- Bruce Boudreau, centro e allenatore, 2009
- Les Cunningham, attaccante, 2009
- Louis Pieri, dirigente, 2009
- Macgregor Kilpatrick, dirigente, 2010
- John Paddock, allenatore, 2010
- Marcel Paille, portiere, 2010
- Bill Sweeney, centro, 2010
- Mitch Lamoureux, centro, 2011

- Harry Pidhirny, centro, 2011
- Maurice Podoloff, dirigente, 2011
- Larry Wilson, centro e allenatore, 2011
- Joe Crozier, difensore e allenatore, 2012
- Jack Gordon, attaccante e allenatore, 2012
- John Stevens, difensore e allenatore, 2012
- Zellio Toppazzini, attaccante, 2012
- Harvey Bennett Sr., portiere, 2013
- Ken Gernander, attaccante, 2013
- Jim Morrison, difensore, 2013
- Peter White, attaccante, 2013
- Bill Dineen, ala destra e allenatore, 2014
- Al MacNeil, difensore e allenatore, 2014
- Bob Perreault, portiere, 2014
- John Slaney, difensore, 2014
- Frédéric Cassivi, portiere, 2015
- Jim Hendy, dirigente, 2015
- Bronco Horvath, centro, 2015
- Art Stratton, centro, 2015
- Bruce Cline, ala destra, 2016
- Ralph Keller, difensore, 2016
- Jean-François Labbé, portiere, 2016
- Bruce Landon, dirigente, 2016

## Premi e trofei
Questo è un elenco dei premi di squadra e individuali assegnati dalla American Hockey League, in parentesi è indicato l'anno di istituzione del trofeo:

### Premi di squadra
- Calder Cup - Campioni dei playoff (1936-37)
- Richard F. Canning Trophy - Campioni dei playoff nella Eastern Conference (1989-90)
- Robert W. Clarke Trophy - Campioni dei playoff nella Western Conference (1989-90)
- Macgregor Kilpatrick Trophy - Campioni della stagione regolare (1997-98)
- Frank Mathers Trophy - Campioni della stagione regolare nella Eastern Conference (1995-96)
- Norman R. "Bud" Poile Trophy - Campioni della stagione regolare nella Western Conference (2001-02)
- Emile Francis Trophy - Campioni della Atlantic Division (2001-02)
- F. G. "Teddy" Oke Trophy - Campioni della North Division (1936-37)
- Sam Pollock Trophy - Campioni della Central Division (1995-96)
- John D. Chick Trophy - Campioni della Pacific Division (1961-62)

### Premi individuali
- Les Cunningham Award - MVP della lega (1947-48)
- John B. Sollenberger Trophy - Miglior marcatore (1947-48)
- Willie Marshall Award - Maggior numero di reti (2003-04)
- Dudley "Red" Garrett Memorial Award - Rookie dell'anno (1947-48)
- Eddie Shore Award - Difensore dell'anno (1958-59)
- Aldege "Baz" Bastien Memorial Award - Miglior portiere (1983-84)
- Harry "Hap" Holmes Memorial Award - Media gol subiti minore (1947-48)
- Louis A. R. Pieri Memorial Award - Allenatore dell'anno (1967-68)
- Fred T. Hunt Memorial Award - Premio per la sportività (1977-78)
- Yanick Dupré Memorial Award - Servizi per la comunità (1997-98)
- Jack A. Butterfield Trophy - MVP dei playoff (1983-84)